# Arabuko-Sokoke-Nationalpark
Der Arabuko Sokoke Nationalpark liegt im Arabuko-Sokoke-Wald an der Küste Kenias, 110 Kilometer nördlich von Mombasa.

## Allgemein
Der Nationalpark erstreckt sich mit lediglich sechs Quadratkilometern nur über einen kleinen Teil der 420 km² Küstenregenwald in Ostafrika mit seiner großen Anzahl endemischer Säugetiere, Vögel und Pflanzen. Der gesamte Wald wurde ursprünglich als Crown Park 1943 unter Schutz gestellt. 1991 wurde, hauptsächlich zum Schutz von sechs Vogelarten sowie der vom Aussterben bedrohten Sansibar-Ducker und des Goldenen Rüsselhündchens, ein kleiner Teil als Nationalpark ausgewiesen. Der Versuch, einen größeren Teil des Waldes als Nationalpark auszuweisen, scheiterte am Widerstand der Bevölkerung. Verschiedene internationale Organisationen arbeiten mit dem Kenya Wildlife Service zusammen, um den Park zu erhalten.

## Fauna und Flora
In dem Gebiet herrschen die drei Waldtypen, Mischwald, Brachystegia und Cynometra vor.
Das Goldene Rüsselhündchen, Rhynchocyon chrysopygus, ein endemisches Rüsselhündchen von der Größe eines Hasen, ist das bemerkenswerteste Säugetier in dem Wald. Des Weiteren finden sich hier der Sokoke-Ichneumon und der Sansibar-Ducker, eine Zwergantilopenart. Beide Arten sind nur hier und auf Sansibar beheimatet. Die Sokoke-Zwergohreule  gibt es nur hier und in den Usambara-Bergen.
Verbreitet sind auch Steppenelefanten, Zibetkatzen sowie Mantelpaviane und die Südliche Grünmeerkatze. Der Schlichtbartvogel hat hier sein nördlichstes Verbreitungsgebiet. Der Park ist auch wegen seiner Amphibiendiversität bekannt.